# Народоосвободителен батальон „Страшо Пинджур“
Народоосвободителен батальон „Страшо Пинджур“, още Първи батальон на Трета оперативна зона на НОВ и ПОМ е комунистическа партизанска единица във Вардарска Македония и Егейска Македония, участвала в така наречената Народоосвободителна войска на Македония.

## Дейност
Създаден е на 24 септември 1943 година в планината Каймакчалан и е наречен в чест на югославския партизанин Страшо Пинджур. В състава му влизат 3 чети с общо 250 души, а според други източници от 126 души. Формиран е от събраните отряди „Гоце Делчев“, „Добри Даскалов“ и „Сава Михайлов“. Командир на батальона е Диме Туриманджовски, политически комисар Христо Баялцалиев
На 2 октомври 1943 участва в нападението на рудника Дубица в Кожух планина, където убиват 10 войници и привличат в батальона 80 миньори. Край Лукар (южно от Конопище) на 19 октомври нападат българска гранична застава и пленяват 30 български войници и подофицер. Край железопътния мост на Острово нападат германска застава на 26 октомври, убиват 2 германски войници и пленяват други 7 марокански войници. От разширения състав на батальона се отделят 113 партизани на 30 октомври и формират Втори батальон на трета оперативна зона на НОВ и ПОМ. На 8 ноември Народоосвободителния батальон „Страшо Пинджур“ напада Радня и пленява 8 контрачетници от отряд „Цар Калоян“. Няколко турци се присъединяват към батальона на 12 ноември от селата Вешие и Бесвица. В средата на ноември води сражения с българска колона при Радня и Бохула, като в сраженията загиват 5 партизани и 14 български войници. В село Бегнище на 18 ноември запалват общинската сграда, а в сражения срещу казармата в Конско и срещу две гранични застави в Кожух планина са пленени около 60 български войници. Част от Битолския народоосвободителен партизански отряд „Гоце Делчев“ се влива в батальона „Страшо Пинджур“. На 20 декември 1943 година той се влива във Втора македонска ударна бригада.

## Дейци

### Самостоятелно Командване
- Диме Туриманджовски – командир
- Христо Баялцалиев – политически комисар

### Командване в рамките на втора македонска ударна бригада[3]
- Димче Марияновски – Осоговски – командир
- Борис Тасевски – Бастер – командир
- Найдо Стаменин – заместник-командир
- Боро Чаушев – политически комисар
- Петко Китановски – политически комисар
- Мито Мицайков – Слободан – заместник-политически комисар

- Формиране на батальона „Страшо Пинджур“ в планината Каймакчалан, 1943
- Партизани от отряда